# Smiley Smile
Smiley Smile — студійний альбом рок-гурту The Beach Boys, випущений y 1967 замість незавершеного альбому SMiLE. Містить одну з найвідоміших пісень гурту — «Good Vibrations».

## Історія альбому
Після виходу альбому Pet Sounds Браян Вілсон разом з пісняром Веном Дайком Парксом почали роботу над новим експериментальним проектом — концептуальним альбомом SMiLE — який, за задумкою, повинен був перевершити Pet Sounds i стати вершиною творчості Beach Boys.
Після випуску синглу з новою, революційною композицією «Good Vibrations» наприкінці 1966-го, котра очолила хіт-паради багатьох країн світу і була названа «кишеньковою симфонією», оголошений новий альбом з нетерпінням очікувався у світі шоу-бізнесу. Однак його виходу перешкодило безліч обставин. Маючи намір звільнитися від контрактних зобов'язань перед фірмою й створити власний лейбл звукозапису, гурт почав судові позови з Capitol Records; інші учасники гурту, зокрема Майк Лав, були проти нових музичних експериментів Вілсона й «абсурдних» текстів Паркса, що стало причиною конфліктів між музикантами — у результаті Вен Дайк Паркс залишив роботу над альбомом. У головного автора ідеї проекту, Вілсона, загострилися психічні захворювання, чималою мірою через зловживання наркотиками, що позначилося на його працездатності й загальному стані. У червні The Beatles представили свою нову платівку Sgt. Pepper's Lonely Hearts Club Band, яка стала справжнєю сенсацією, зайнявши те місце, яке, на думку автора, передбачалося для SMiLE. Врешті він зневірився у проекті, і запис був відкладений на невизначений час. Проте згідно з умовами контракту, гурт повинен був випустити у цьому році новий матеріал, і тоді музиканти поспіхом підготували нову платівку в домашній студії Вілсона в Бел Ейр, у червні й липні 1967. До неї ввійшли значно спрощені й перероблені версії пісень зі скасованого Smile («Heroes and Villains», «Wind Chimes», «Vegetables» і «Wonderful»), і новий, нашвидку записаний матеріал. Тільки «Good Vibrations» з'явилася на диску у своїй оригінальній версії. Цю композицію, що мала величезний успіх при випуску на синглі, включили в альбом спеціально, щоб сприяти його продажу, незважаючи на заперечення Вілсона.
Коли Smiley Smile після місяців очікування з'явився на ринку в вересні того року, критики прийняли пластинку вкрай негативно, назвавши роботу «осічкою», «катастрофою», дивакуватою, сирою і недопрацьованою. «Від гурта очікували великого альбому, шедевра із шедеврів, „підліткової симфонії Богові“, але вони навіть не видали нормального альбому — замість цього вони піднесли цей сирий кострубатий демо-запис». Диск зайняв у США тільки 41 місце. У Британії він був сприйнятий трохи краще, досягши 9-го місця в місцевих чартах.
Smiley Smile уважається найконтроверсійнішим альбомом гурту — чимало шанувальників уважають його повним провалом, у той час як інші називають його одним з найпримітніших дисків шістдесятих років.
Smiley Smile позначив кінець лідерства Браяна Вілсона в ансамблі. Продюсерами цього диска вперше були зазначені The Beach Boys. У наступні роки колишній лідер, вибитий з колії невдачами своїх останніх робіт, проблемами зі здоров'ям і наркотичною залежністю, став усе більше віддалятися від музичної діяльності. Роль лідера перейшла до наймолодшого з братів Вілсонів — Карла.

## Обкладинка
Хоча автор обкладинки ніколи не був зазначений, відомо, що джерелом натхнення на створення малюнка були роботи французького маляра Анрі Руссо, зокрема його картина 1910 року «Сон».

## Список композицій
1. «Heroes and Villains» (Б. Вілсон / Паркс) — 3:37
  - Солісти — Б. Вілсон [куплети] і А. Джардін [приспів]
2. «Vegetables» (Б. Вілсон / Паркс) — 2:07
  - Солісти — А. Джардін
3. «Fall Breaks and Back to Winter (Woody Woodpecker Symphony)» (Б. Вілсон) — 2:15
  - Інструментал з хоровим співом
4. «She's Goin' Bald» (Б. Вілсон, Лав, Паркс) — 2:13
  - Соліти — Лав, Б. Вілсон, Д. Вілсон і А. Джардін
5. «Little Pad» (Б. Вілсон) — 2:30
  - Солісти — Б. і К. Вілсони, М. Лав
6. «Good Vibrations» слухатиⓘ (Б. Вілсон, Лав) — 3:36
  - Солісти — К. Вілсон (куплети), Лав (приспів), Браян Вілсон (середня частина)
7. «With Me Tonight» (Б. Вілсон) — 2:17
  - Соліст — К. Вілсон
8. «Wind Chimes» (Б. Вілсон) — 2:36
  - Солісти — Лав, Б. Д. і К. Вілсони
9. «Gettin' Hungry» (Б. Вілсон, Лав) — 2:27
  - Солісти — Лав, Б. Вілсон
10. «Wonderful» (Б. Вілсон, Паркс) — 2:21
  - Соліст — К. Вілсон
11. «Whistle In» (Б. Вілсон) — 1:04
  - Солісти — М. Лав і Б. Вілсон

## Сингли
- «Good Vibrations» / «Let's Go Away for Awhile» (з альбому Pet Sounds) (Capitol 5676), 10 жовтня 1966, № 1 у США і Великій Британії (на стороні Б британського видання вийшла пісня «Wendy» з альбому All Summer Long); №5 у списку 500 найкращих пісень усіх часів за версією журналу Rolling Stone.
- «Heroes and Villains» / «You're Welcome» (Brother 1001), 31 липня 1967, № 12 у США; № 8 у Великій Британії
- «Gettin' Hungry» / «Devoted to You» (Brother 1002), 28 серпня 1967. (авторами зазначені «Браян і Майк»)

## Учасники запису
- Майк Діззі старший — гітара
- Ал Джардін — спів, гітара, бас-гітара
- Брюс Джонстон — спів, бас-гітара, клавішні
- Майк Лав — спів
- Лайл Ріц — електричний бас
- Браян Вілсон — бас-гітара, клавішні, спів
- Карл Вілсон — спів, гітари, бас-гітара
- Денніс Вілсон — ударні, спів